# Mareil-sur-Loir
Mareil-sur-Loir is een gemeente in het Franse departement Sarthe (regio Pays de la Loire) en telt 504 inwoners (1999). De plaats maakt deel uit van het arrondissement La Flèche.

## Geografie
De oppervlakte van Mareil-sur-Loir bedraagt 11,9 km², de bevolkingsdichtheid is 42,4 inwoners per km².
De onderstaande kaart toont de ligging van Mareil-sur-Loir met de belangrijkste infrastructuur en aangrenzende gemeenten.

## Demografie
Onderstaande figuur toont het verloop van het inwonertal (bron: INSEE-tellingen).